# 竹田光訓
竹田 光訓（たけだ みつくに、1962年8月9日 - ）は、東京都荒川区出身の元プロ野球選手（投手）。右投右打。
在日朝鮮人であり、本名は宋 光訓（ソン・グァンフン、송광훈）。

## 経歴
中学時代はバレーボール部に所属。日大一高時代は平松政次（横浜大洋ホエールズ）に憧れ、彼のフォームを手本にしていた。高校時代はエースとして活躍するが、3年夏は東東京大会4回戦で敗れ甲子園には出場できなかった。
卒業後は明治大学に進学。明治大学硬式野球部時代は、東京六大学野球リーグ3回優勝を経験。同期の広沢克己とともにチームを引っ張り、1983年春季リーグ、1984年秋季リーグの優勝に貢献。1983年から2年連続で日米大学野球選手権大会日本代表に選出され、いずれもMVPを受賞している。リーグ通算43試合登板、21勝9敗、奪三振172、防御率2.63、ベストナイン2回選出。他の大学同期に捕手の善波達也（東京ガス－明大監督）がいた。
明治大学でもエースとして君臨し星野2世と言われ、フォークボールを得意とし気持ちで勝負するタイプの投手だった。なお日米大学野球にてマーク・マグワイアと対戦し、その時にスパイクを貰っている。
1984年のプロ野球ドラフト会議では同じ明治大学の広沢や、上田和明（慶應義塾大学）とともに「東京六大学のビッグスリー」と呼ばれ、目玉選手として注目された。竹田には大洋、読売ジャイアンツ（巨人）、中日ドラゴンズの3球団が競合入札し、抽選の結果交渉権を獲得した大洋に入団した。竹田の第一希望は巨人だったが、大洋が交渉権を獲得したことを受けて「今度は大洋のために打倒巨人で向かっていく」と発言していた。右のオーバースローだったが、プロ入り直後にノーワインドアップに改造し、2年目にはスリークォーター気味になる。武器は低めに決まる速球。カーブ。決め球は落差の大きいフォーク。
同年限りで引退した平松の背番号27を継承し、大きな期待を受けたが、ルーキーイヤーの1985年は一軍登板無しに終わった。
1986年にリリーフ投手としてプロ初勝利を挙げ自己最多の32試合に登板。
1987年3月28日夜、大洋二軍（イースタン・リーグ）の同僚3人（宮下正彦・武田康・長谷川国利）とともに、神奈川県横須賀市内で飲酒してタクシーで球団合宿所（横須賀市長浦）へ帰る途中、タクシーの前をノロノロ運転していた車の運転手（18歳少年）と喧嘩になり、少年ら3人を殴って怪我を負わせたとして、暴行に加わった宮下・武田の両名とともに横須賀警察署に傷害容疑で取り調べられ、暴行には加担しなかったもののトラブルに居合わせた長谷川を含め、球団から無期限謹慎処分を受けた（同年4月14日付で解除）。この事件は掛布雅之（阪神タイガース）の酒気帯び運転事件や、ランディ・バース（阪神）のスピード違反に続くもので、このようにプロ野球選手の不祥事が相次いでいたことを受け、川島廣守セントラル・リーグ会長は開幕（4月10日）を2日後に控えた4月8日付で、リーグ6球団に対し球団の管理および選手生活の指導徹底を要望する異例の通知を出した。
1989年から1990年まで同僚の新浦壽夫もかつて在籍した韓国（KBOリーグ）のサムスン・ライオンズでプレーしたが、不本意な成績に終わった。
1991年に大洋に復帰したが、一軍登板はなく、同年限りで現役を引退した。
現役引退後は大洋に在籍したまま、打撃投手に転身。しかし、球団名が「横浜ベイスターズ」となった1993年に打球を頭に受けて負傷した。その後は、球団広報、寮長、査定担当を経て、2009年から2011年までチーフ・スコアラーを担当。球団名が横浜DeNAベイスターズに変わった2012年からは、ファームディレクターを務めている。さらに2013年からは、浅利光博（統括マネジャー）・吉田孝司（編成・スカウト部長）とともにGM補佐を兼務する。

## 詳細情報

### 年度別投手成績
| 年 度    | 球 団    | 登 板 | 先 発 | 完 投 | 完 封 | 無 四 球 | 勝 利 | 敗 戦 | セ 丨 ブ | ホ 丨 ル ド | 勝 率 | 打 者 | 投 球 回 | 被 安 打 | 被 本 塁 打 | 与 四 球 | 敬 遠 | 与 死 球 | 奪 三 振 | 暴 投 | ボ 丨 ク | 失 点 | 自 責 点 | 防 御 率 | W H I P |
| -------- | -------- | ----- | ----- | ----- | ----- | -------- | ----- | ----- | -------- | ----------- | ----- | ----- | -------- | -------- | ----------- | -------- | ----- | -------- | -------- | ----- | -------- | ----- | -------- | -------- | ------- |
| 1986     | 大洋     | 32    | 0     | 0     | 0     | 0        | 1     | 2     | 0        | --          | .333  | 209   | 51.0     | 43       | 5           | 16       | 1     | 1        | 27       | 3     | 0        | 27    | 22       | 3.88     | 1.16    |
| 1987     | 大洋     | 1     | 0     | 0     | 0     | 0        | 0     | 0     | 0        | --          | ----  | 5     | 0.2      | 2        | 0           | 1        | 0     | 0        | 0        | 0     | 0        | 1     | 1        | 13.50    | 4.50    |
| 1988     | 大洋     | 7     | 0     | 0     | 0     | 0        | 0     | 0     | 0        | --          | ----  | 36    | 9.0      | 5        | 0           | 5        | 0     | 0        | 5        | 0     | 0        | 5     | 4        | 4.00     | 1.11    |
| 1989     | サムスン | 9     | 1     | 0     | 0     | 0        | 1     | 1     | 0        | --          | .500  | 87    | 17.0     | 22       | 0           | 18       | 2     | 2        | 15       | 3     | 0        | 20    | 20       | 10.59    | 2.35    |
| 1990     | サムスン | 7     | 4     | 0     | 0     | 0        | 0     | 2     | 0        | --          | .000  | 79    | 15.2     | 20       | 2           | 18       | 1     | 1        | 5        | 0     | 0        | 17    | 16       | 9.19     | 2.43    |
| NPB：3年 | NPB：3年 | 40    | 0     | 0     | 0     | 0        | 1     | 2     | 0        | --          | .333  | 250   | 60.2     | 50       | 5           | 22       | 1     | 1        | 32       | 3     | 0        | 33    | 27       | 4.01     | 1.19    |
| KBO：2年 | KBO：2年 | 16    | 5     | 0     | 0     | 0        | 1     | 3     | 0        | --          | .250  | 166   | 32.2     | 42       | 2           | 36       | 3     | 3        | 20       | 3     | 0        | 37    | 36       | 9.92     | 2.39    |

### 記録
NPB
- 初登板：1986年6月10日、対ヤクルトスワローズ戦（横浜スタジアム）、6回表に4番手で救援登板、4回3失点
- 初勝利：1986年6月12日、対ヤクルトスワローズ戦（横浜スタジアム）、4回表1死に4番手で救援登板、3回2/3無失点

### 背番号
- 27 （1985年 - 1988年）
- 21 （1989年 - 1990年）
- 42 （1991年）
- 90 （1992年 - 1993年）

### 登録名
- 竹田 光訓 （たけだ　みつくに、1985年 - 1988年、1991年）
- 宋 光訓 （ソン・グァンフン、1989年 - 1990年）